# جوهای
جوهای (به لاتین: Zhuhai) یک شهر مرکزی در جمهوری خلق چین است که در گوانگ‌دونگ واقع شده‌است.

## خصوصیات
جوهای ۱٬۷۲۴٫۳۲ کیلومترمربع مساحت و ۱٬۵۶۲٬۵۳۰ نفر جمعیت دارد و ۳۶ متر بالاتر از سطح دریا واقع شده‌است.

## خواهرخوانده
شهرهای آتامی، شیزوئوکا، براونشوایگ، ردوود سیتی، کالیفرنیا، ریو برانکو، سوون، ویتوریا، اسپریتو سانتا و لا اسپتزیا خواهرخوانده‌های جوهای هستند.

## نگارخانه

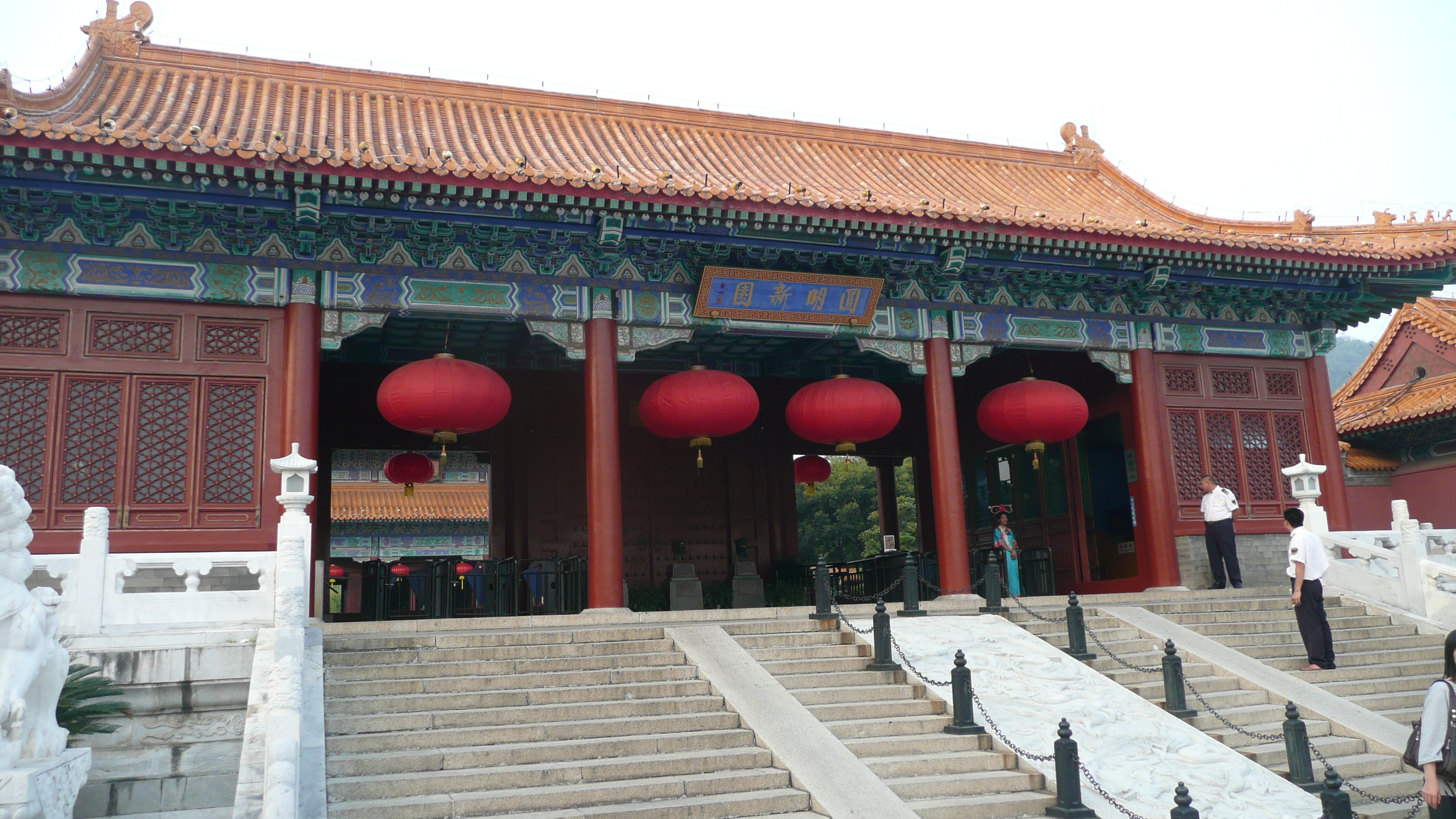
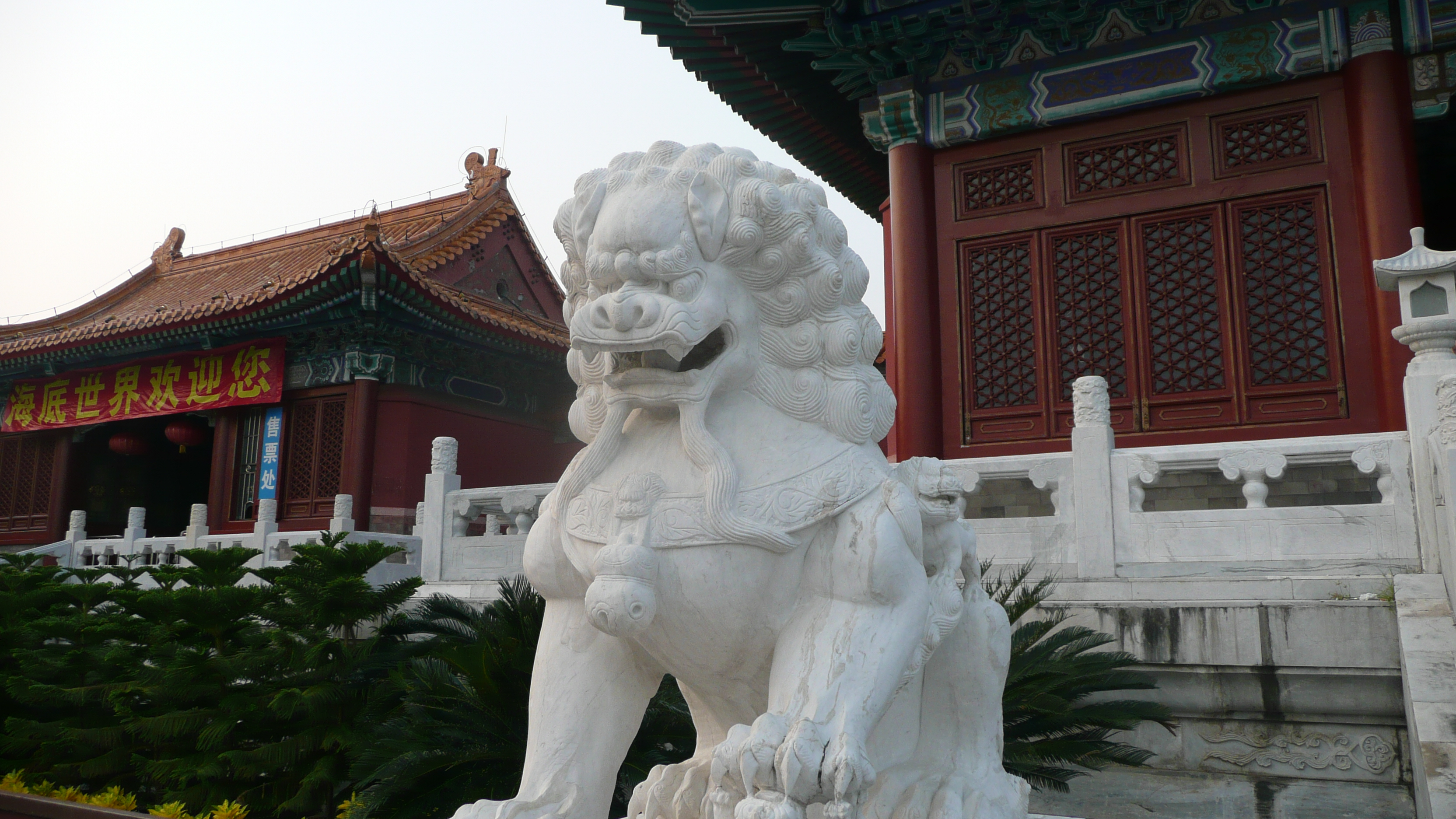
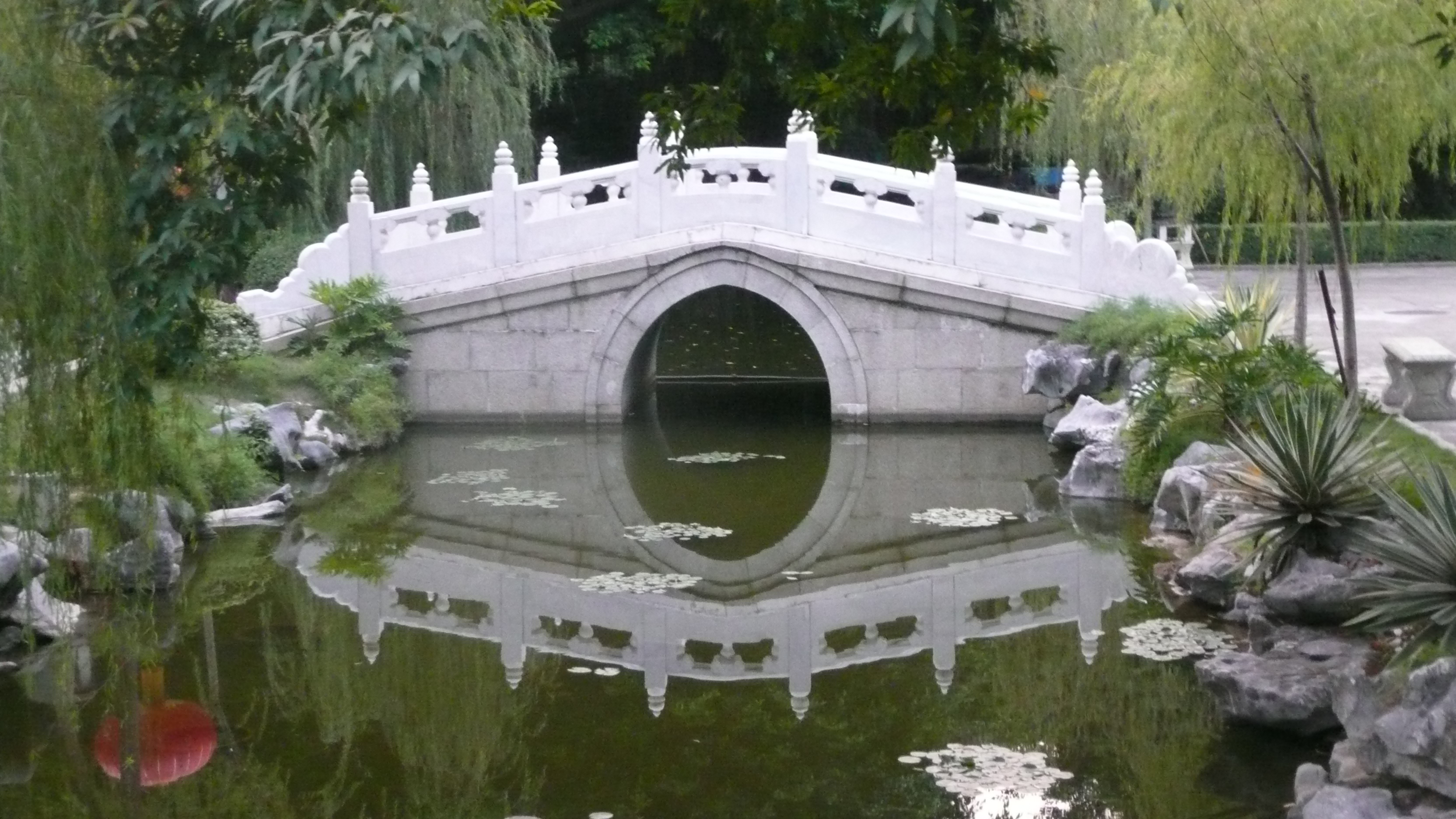
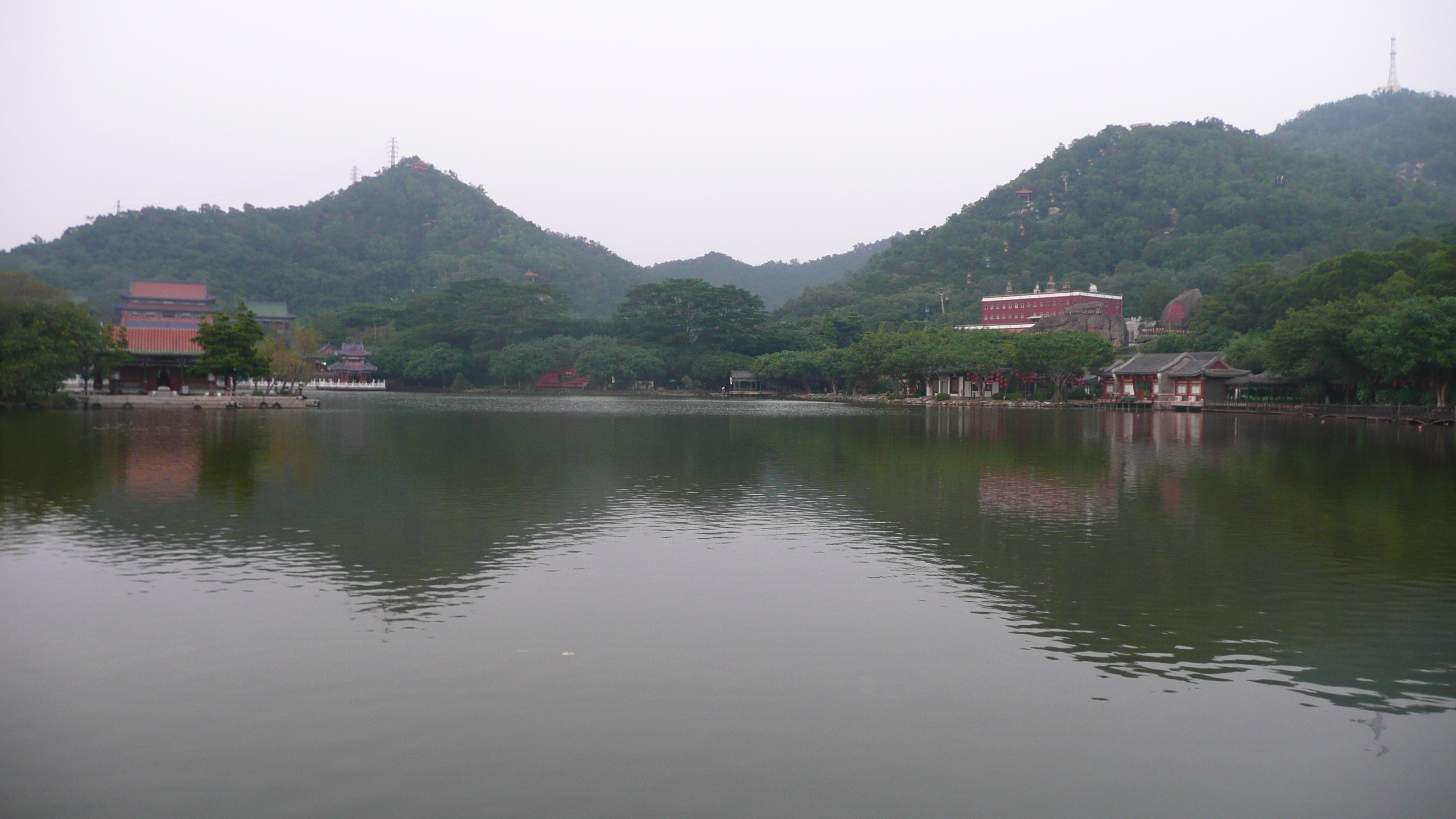